# 埃德·柯里
“斯莫金”·埃德·柯里（英語："Smokin" Ed Currie，1963年8月18日—）为美国辣椒育种员，亦是普克巴特（Puckerbutt）辣椒公司的创立者。他最知名的事迹为培育出了世界上最辣的卡罗来纳死神辣椒，并获得了吉尼斯世界纪录的认可。而在2023年，由柯里所培育的另一种辣椒X辣椒则打破了先前由卡罗来纳死神所创下的世界纪录。

## 背景
埃德·柯里出生于密歇根州奥克兰县西布鲁姆菲尔德镇区，后毕业于中密歇根大学。柯里于2001年迁往南卡罗来纳州，在那里他开始在自家院子中种植辣椒并进行杂交试验。他曾在2020年Netflix系列纪录片《我们是冠军》中的《吃辣椒》一集里亮相。

## 普克巴特辣椒公司
柯里于2003年在南卡罗来纳州米尔堡创立了普克巴特辣椒公司。该公司拥有超过500,000株辣椒植株，并对外出售非常辣的辣椒。他曾先后向超过95个国家或地区出售过辣椒种子、辣椒泥和辣酱。除此之外普克巴特辣椒公司还拥有美国最大的辣椒农场，其年销售额高达100万美元。柯里的辣酱品牌“The Last Dab”因曾在YouTube频道《Hot Ones》中亮相而名声鹊起。
柯里用毛刷通过人工授粉的方式进行辣椒的杂交工作。柯里将从巴基斯坦以及圣文森特岛采集到的辣椒进行了杂交，从而培育出了卡罗来纳死神辣椒。卡罗来纳死神最终于2017年赢得了世界最辣辣椒的吉尼斯世界纪录。不过在2023年8月23日，吉尼斯世界纪录认证他所培育的另一种辣椒X辣椒为世界上最辣的辣椒，其辣度为269万SHU，正式确认打破了由卡罗来纳死神所创下的记录。